# Canal Bocholt-Herentals
El Canal Bocholt-Herentals (també anomenat en neerlandès Kempisch kanaal o Maas-Scheldekanaal) és un canal de Bèlgica que connecta el canal Albert a Herentals amb el canal belgo-neerlandès Zuid-Willemsvaart a Bocholt. Té una llargada de 57,358 km.

## Història
Poc després de l'escissió del Regne Unit dels Països Baixos, la indústria va desenvolupar-se a la regió dels Kempen i li calia un enllaç pel transport fins al port d'Anvers. Ja hi havia un projecte primer des del 1839, però va durar fins al 1843, abans què la llei el ratifiqués. El 1846 el canal connectava Bocholt amb l'aleshores Nete canalitzat, com que el canal Albert encara no existia. Des de l'obertura del Canal Albert el 1939 i sobretot la reobertura el 1946 després de la segona guerra mundial, la seua importància va minvar. Des d'aleshores la drecera fins al Rupel i el canal marítim Brussel·les-Escalda passà pel canal Albert i el Netekanaal.
Vers la fi de la Segona Guerra Mundial el pont número 9 a Lommel va ser prés per sorpresa per les tropes britàniques abans que els alemanys van poder fer saltar-lo, el que va tallar el camí de retirada de les tropes alemanyes que combatien a Hechtel. Malgrat una ofensiva vehement amb lluites de cos a cos, no van poder reconquerir-lo. Durant una setmana el front es trobava al marge del canal, la riba septentrional quedava en mans de la Wehrmacht excepte el pont. El 17 de setembre de 1944 els britànics van començar l'Operació Market Garden, i van batejar el pont Joe's Bridge.

## Rescloses
| Rescloses            | Rescloses | Rescloses | Rescloses   | Rescloses      |
| -------------------- | --------- | --------- | ----------- | -------------- |
| Localitat            | llargada  | amplada   | calat       | alçària llibre |
| 1N Blauwe Kei Lommel | 55,00 m   | 7,30 m    | 2,1m (2,5m) | 5,50           |
| 2N Blauwe Kei Lommel | 55,00 m   | 7,30 m    | 2,1m (2,5m) | 4,93           |
| 3N Blauwe Kei Lommel | 55,00 m   | 7,30 m    | 2,1m (2,5m) | 4,93           |
| 4 Dessel             | 51,5 m    | 6,70 m    | 2,1m (2,5m) | 4,93           |
| 5 Dessel             | 51,5 m    | 6,70 m    | 2,1m (2,5m) | 4,93           |
| 6 Mol                | 50,0 m    | 7,0 m     | 2,1m (2,5m) | 4,93           |
| 7 Geel               | 50 m      | 7,0 m     | 2,1m (2,5m) | 4,93           |
| 8 Geel               | 50 m      | 7,0 m     | 2,1m (2,5m) | 4,93           |
| 9 Geel               | 50 m      | 7,0 m     | 2,1m (2,5m) | 4,93           |
| 10 Herentals         | 55,0 m    | 7,50 m    | 2,1m (2,5m) | 4,93           |

Les tres rescloses de Lommel són dobles: cada vegada hi ha la resclosa antiga i paral·lelament una resclosa nova més ample. La resclosa n°1 és un monument catalogat. Es garanteix un calat de 2,1m, la capacitat pot anar fins a un calat 2,5m, assumint-ne la responsabilitat. El canal connecta amb el Zuid-Willemsvaart, el canal de Beverlo, el canal Albert i el canal Dessel-Turnhout-Schoten.

## Turisme i ports esportius
Tot i perdre una mica el seu paper per a la navegació comercial, el turisme al canal i als seus marges creix. Tres ports esportius acullen els turistes fluvials a Geel Ten Aard, a Herentals i a Neerpelt. El camí de sirga atreu molts cicloturistes.